# 比斯特雷茨鄉

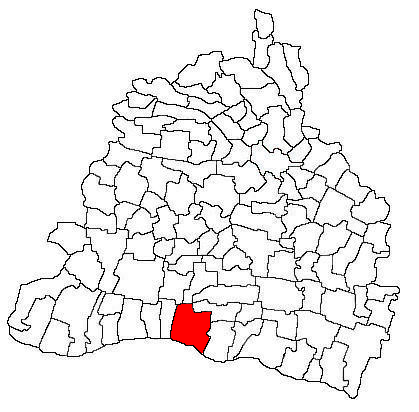
多尔日县中比斯特雷茨乡的位置

43°54′N 23°30′E / 43.900°N 23.500°E
比斯特雷茨鄉（羅馬尼亞語：Comuna Bistreț, Dolj），是羅馬尼亞的鄉份，位於該國西南部，由多爾日縣負責管轄，面積80平方公里，海拔高度38米，2007年人口4,275，人口密度每平方公里53人。